# Rosanna Jönis
Rosanna Jönis, född 8 maj 1985, är en svensk sångerska och skådespelare. Hon är dotter till Peo Jönis.
Jönis har bland annat deltagit i Melodifestivalen 2001 med låten "Om du var här hos mig". Bidraget slutade på 10:e plats och testades den 17 mars 2001 på Svensktoppen, men missade listan. Låtskrivarna Mattias Reimer och Lars Edvall producerade Jönis Melodifestivalbidrag.
Jönis har därefter jobbat med teater.